# 559 a.C.
Séculos: (Século VII a.C. - Século VI a.C. - Século V a.C.)
564 a.C. - 563 a.C. - 562 a.C. - 561 a.C. - 560 a.C. - 559 a.C. - 558 a.C. - 557 a.C. - 556 a.C. - 555 a.C. - 554 a.C.

## Eventos
- Pisístrato, tirano de Atenas, é deposto, mas recupera o poder.[1]

## Mortes
- Solon morre aos oitenta (ou setenta e nove) anos de idade.[1][2]